# Architettura domestica cinese tradizionale

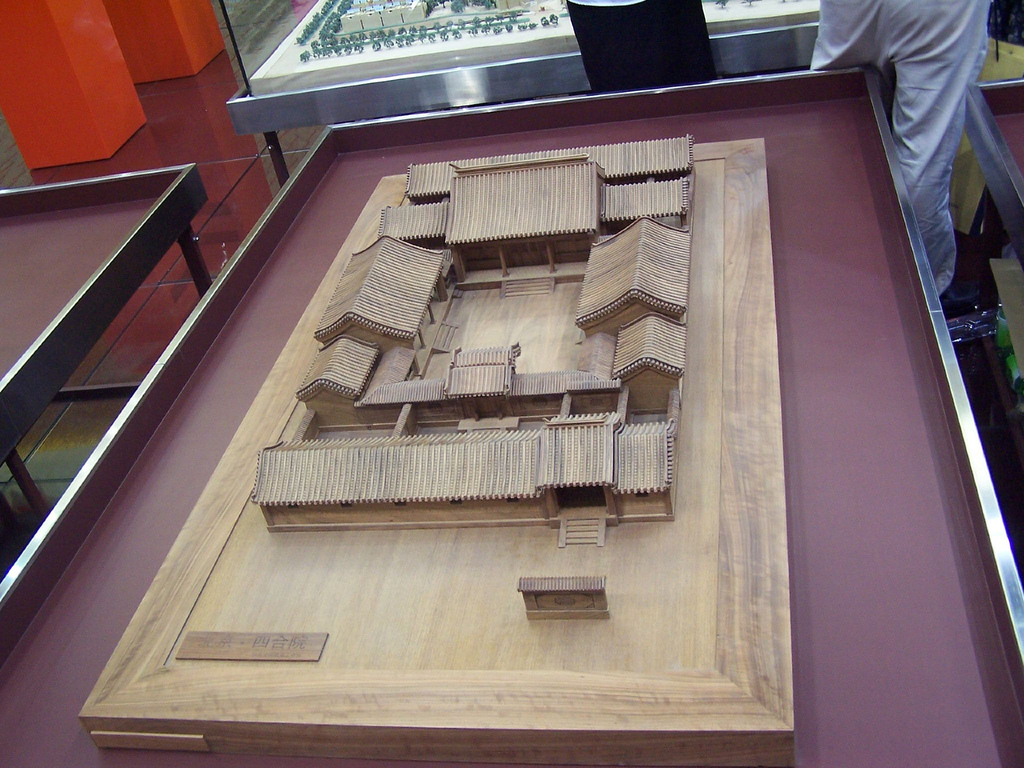
Unità abitativa cinese a famiglia allargata tipo Siheyuan della tarda epoca imperiale - MODELLO.

L'architettura domestica cinese tradizionale caratterizzò la produzione d'abitazioni in Cina durante tutto il periodo imperiale, i.e. dalla dinastia Han (206 a.C.–220 d.c.) sino alla dinastia Qing (1644–1912). Durante quest'arco temporale d'oltre due millenni, sono esistite innovazioni e variazioni significative delle case siniche che nella foggia mantennero però sempre un'impostazione distintiva rispetto a quella di altre culture e regioni. Come ben evidenziato dal c.d. "stile siheyuan", le caratteristiche peculiari di quest'architettura domestica erano: l'enfasi sulle unità familiari estese in un'unica abitazione; la netta separazione dei vari elementi della famiglia; l'allineamento degli edifici alle direzioni cardinali; e il legno quale materiale di costruzione.
Altra caratteristica tipica dell'architettura domestica cinese (dell'architettura cinese in generale) è il suo allineamento ad un sistema mistico-organizzativo frutto del sincretismo tra gli ideali del confucianesimo e la geomanzia taoista del Feng shui.

## Storia

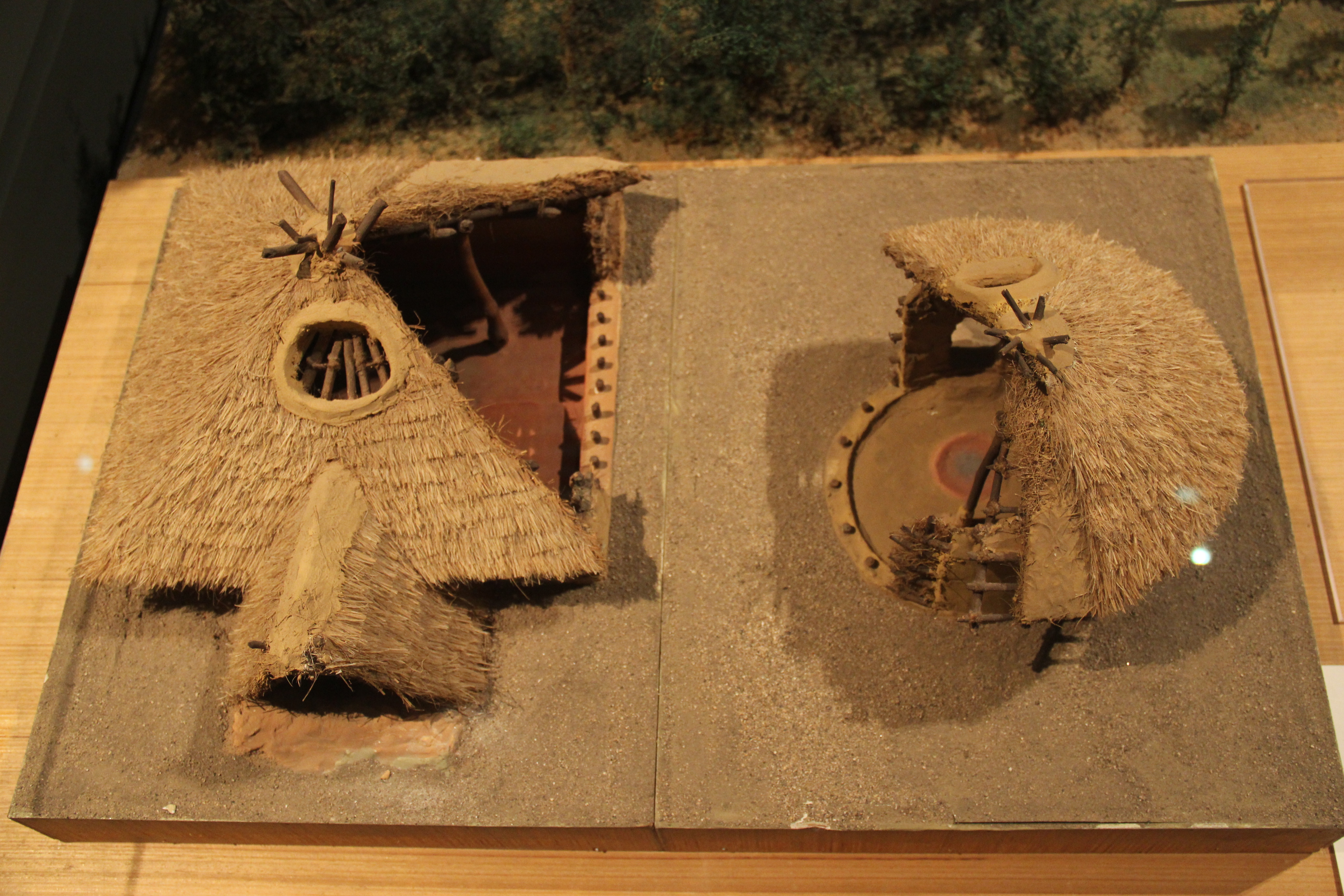
Capanne della Cultura di Yangshao, a pianta quadrata e circolare - MODELLO.

In origine, la foggia delle case cinesi era più eterogeneo di com'è oggi. Oltre alla forma quadrata ortodossa, i siti archeologici delle culture neolitiche cinesi (es. Cultura di Yangshao, ca. 5000–3000 a.C.) recano le tracce del diffuso ricorso ad abitazioni rotonde, oltre che quadrate, ed al ricorso già allora alla geomanzia del Feng shui.

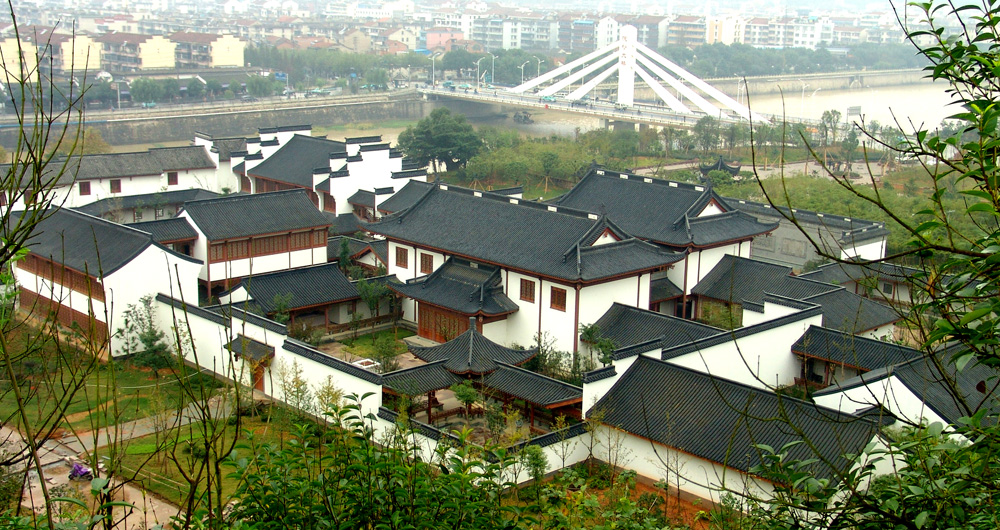
Complesso abitativo contemporaneo in stile Siheyuan a Zhuji - fotografia del 2008.

Nel corso di diversi millenni, l’architettura fu influenzata dallo sviluppo della filosofia cinese, fiorita con le Cento scuole di pensiero (諸子百家T, 诸子百家S, zhūzǐ bǎijiāP) durante i cosiddetti Periodo delle primavere e degli autunni (722–481 a.C.) e Periodo dei regni combattenti (453–221 a.C.), che restrinse la gamma delle opzioni planimetriche accettabili sino alla codifica di un primo stile abitativo "tradizionale" nel Siheyuan la cui origine data alla proto-storica dinastia Zhou (XII-III secolo a.C.).
Quando la cultura cinese, intesa come cultura dell'etnia Han, prese a diffondersi dall'originario centro di propagazione nella valle del Fiume Giallo, nuove tipologie abitative legate ad altre etnie e culture s'affacciarono sulla scena, fondendosi o scontrandosi con l'architettura cinese: es. le case degli Yue nel sud della Cina erano tradizionalmente costruite su palafitte di legno a causa del clima umido e quando i migranti Han si trasferirono nella regione, inizialmente adattarono questo stile prima che la loro pratica tradizionale di fondamenta in terra rialzata si riaffermasse.
La creazione dell'unità imperiale per opera della dinastia Qin (221–206 a.C.) che sottomise gli altri Regni combattenti ratificò la scelta filosofica dell'edilizia domestica, facendone lo standard nazionale. In un paese rigidamente feudalizzato e burocratizzato, ogni città era murata e strutturata a griglia, ogni casa era racchiusa in un muro e strutturata in una precisa e simmetrica griglia. Il successivo, più lungo, dominio della dinastia Han (206 a.C.–220 d.C.) non mutò quest'approccio architettonico-edilizio e la forma della casa tradizionale cinese, ormai stabilizzata, poco mutò la sua disposizione di base, soprattutto per le abitazioni della gente comune, sino al volgere della dinastia Qing (1644–1912).

## Caratteristiche distintive

### Struttura direzionale

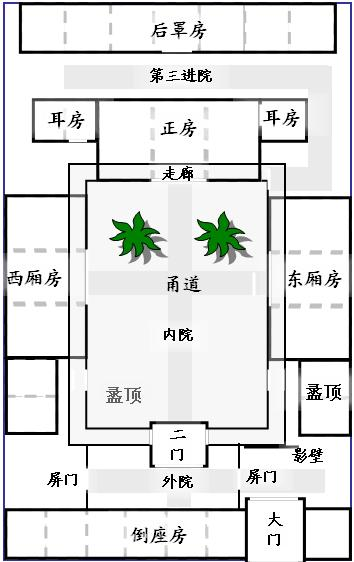
Planimetria di un complesso abitativo siheyuan.

L’allineamento lungo l’asse nord-sud era onnipresente tra le case cinesi, dettato da paradigmi d'ordine e armonia con la natura del Feng shui, praticato in Cina sin dal Neolitico come già anticipato. Le unità abitative erano rivolte a sud, con i singoli edifici allineati in perfetta simmetria alla struttura principale. L'esempio è la struttura siheyuan classica con "ali" ben identificabili, ciascuna rivolta verso una delle quattro direzioni cardinali.

### Organizzazione/separazione degli spazi
Nel tardo periodo imperiale, la struttura delle case in Cina si era consolidata in una forma che rafforzava gli ideali neo-confuciani di solida separazione tra ruoli sociali e classi. Ciò era particolarmente vero nelle case delle classi superiori che avevano le risorse per delegare sezioni specifiche della casa a diversi sessi, gruppi di età e occupazioni.
Le unità familiari allargate generalmente assegnavano diverse ali della residenza a diversi rami della famiglia, con i membri più anziani e rispettati della famiglia collocati nelle posizioni più propizie: es. edifici nella parte posteriore più soleggiata e privata del complesso. In quel punto del complesso o comunque al centro della proprietà si trovava il Tempio ancestrale (zh. 祠堂S, CítángP o 宗祠S, ZōngcíP) della famiglia in cui venivano onorati gli antenati comuni degli abitanti. Le porzioni abitative meno importanti del complesso, quelle rivolte a est e a ovest, erano relegate ai rami minori della famiglia, mentre quelle in assoluto più periferiche erano destinate alla servitù ed alle attività meno importanti.
Gli edifici particolarmente importanti, come il tempio ancestrale, erano spesso contrassegnati dal tetto, più alto ed elaborato rispetto a quello degli altri edifici del complesso. Poiché questi edifici erano generalmente sul retro della casa, direttamente di fronte all'ingresso, ciò serviva a migliorare la bellezza simmetrica dell'allineamento della casa.

### Indicatori distatussociale
L'assetto introverso della casa cinese tradizionale la priva degli apparati di rappresentanza tipici dell'architettura occidentale, salvo che nell'accesso viario, unico elemento aperto verso l'esterno. La collocazione sociale degli occupanti della casa viene pertanto tradita dall'altezza del basamento della stessa o dal numero di cortili interni, dalla ricchezza e complessità dei giardini (v.si seguito), dalla presenza delle statue dei cani leonini all'esterno, eventualmente dall'isolato nel quale sorgeva.
Esisteva inoltre una legislazione (d'epoca Ming, 1368–1644) che disciplinava il numero di campate utilizzabili negli edifici ad ambiente unico: tre per un privato cittadino e cinque per un mandarino, dato che sette campate erano precipue della grande nobiltà e nove erano monopolio assoluto dell'imperatore!

### Giardino

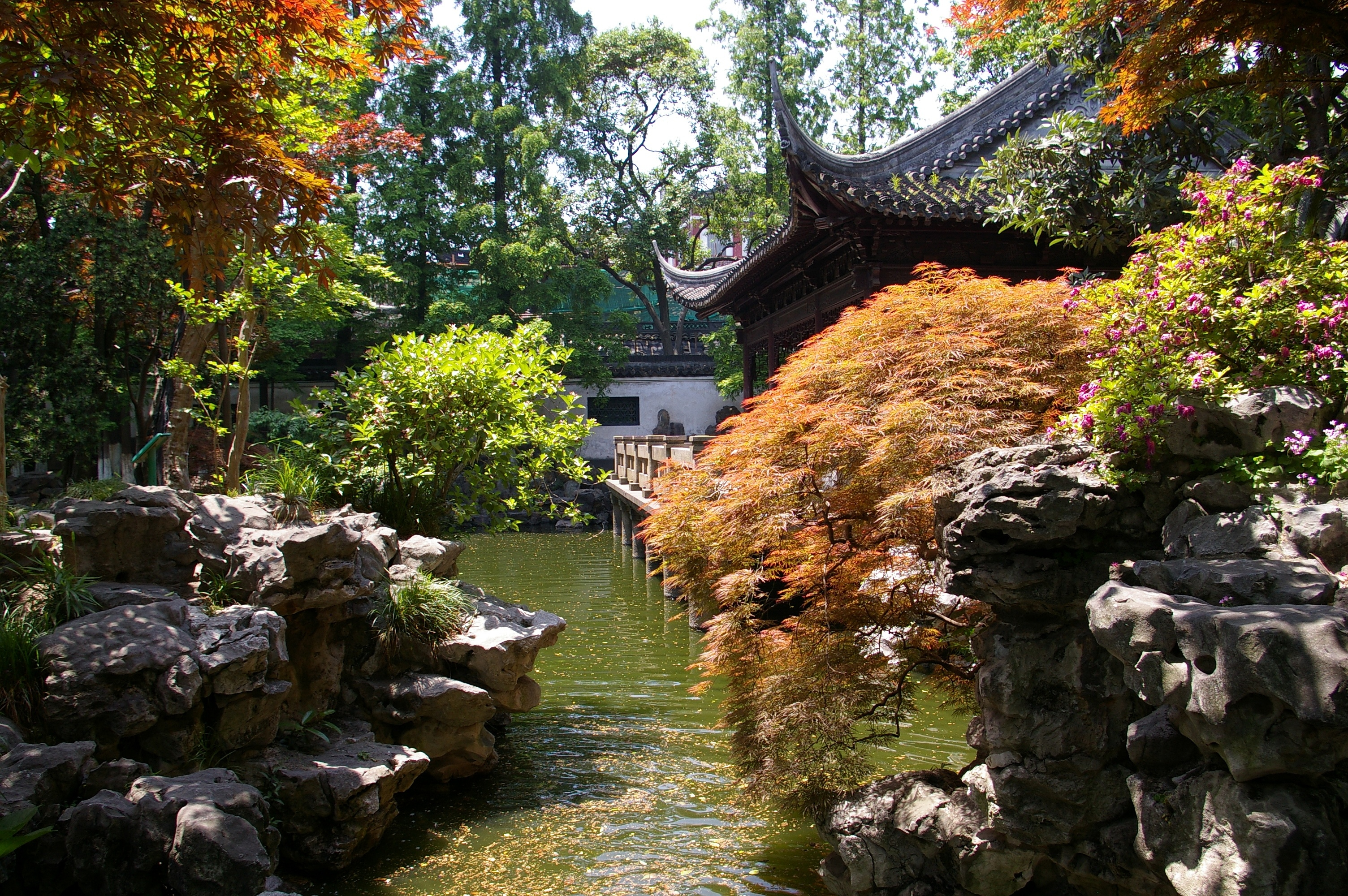
Scorcio del giardino del Mandarino Yu, residenza nobiliare d'epoca Ming.

Il giardino caratterizza l'architettura cinese sin dalla dinastia Tang (618–907) sotto il cui dominio l'arte paesaggistica sinica raggiunse il suo apice grazie al patrocinio imperiale ma non fu inventata, legando infatti la sua origine ad una committenza privata, nobile o burocratica. Il giardino cinese nacque quindi come corollario della casa cinese, non come parco corollario del palazzo imperiale. Laddove la casa tradizionale era un ordinato insieme di linee e simmetrie richiamanti l'ideale confuciano della società, il giardino miniaturizzava la natura tanto cara al taoismo: trasformava le montagne in rocce; le foreste in piante e muschi; fiumi e oceani in ruscelli e laghetti/stagni. Nell'architettura tradizionale cinese si crea così un rapporto complementare-dualistico tra la casa ed il giardino, in perfetto accordo alla polarità mistica yin e yang.
Come anticipato, la ricchezza e la complessità del giardino all'interno della casa era chiaro indicatore del benessere economico dei proprietari. Taluni dei più sontuosi esempi di giardino cinese si trovano infatti in residenze nobiliari non imperiali: es. i celebri giardino del Mandarino Yu a Shangai e Giardino dell'Umile Amministratore a Suzhou.

## Costruzione

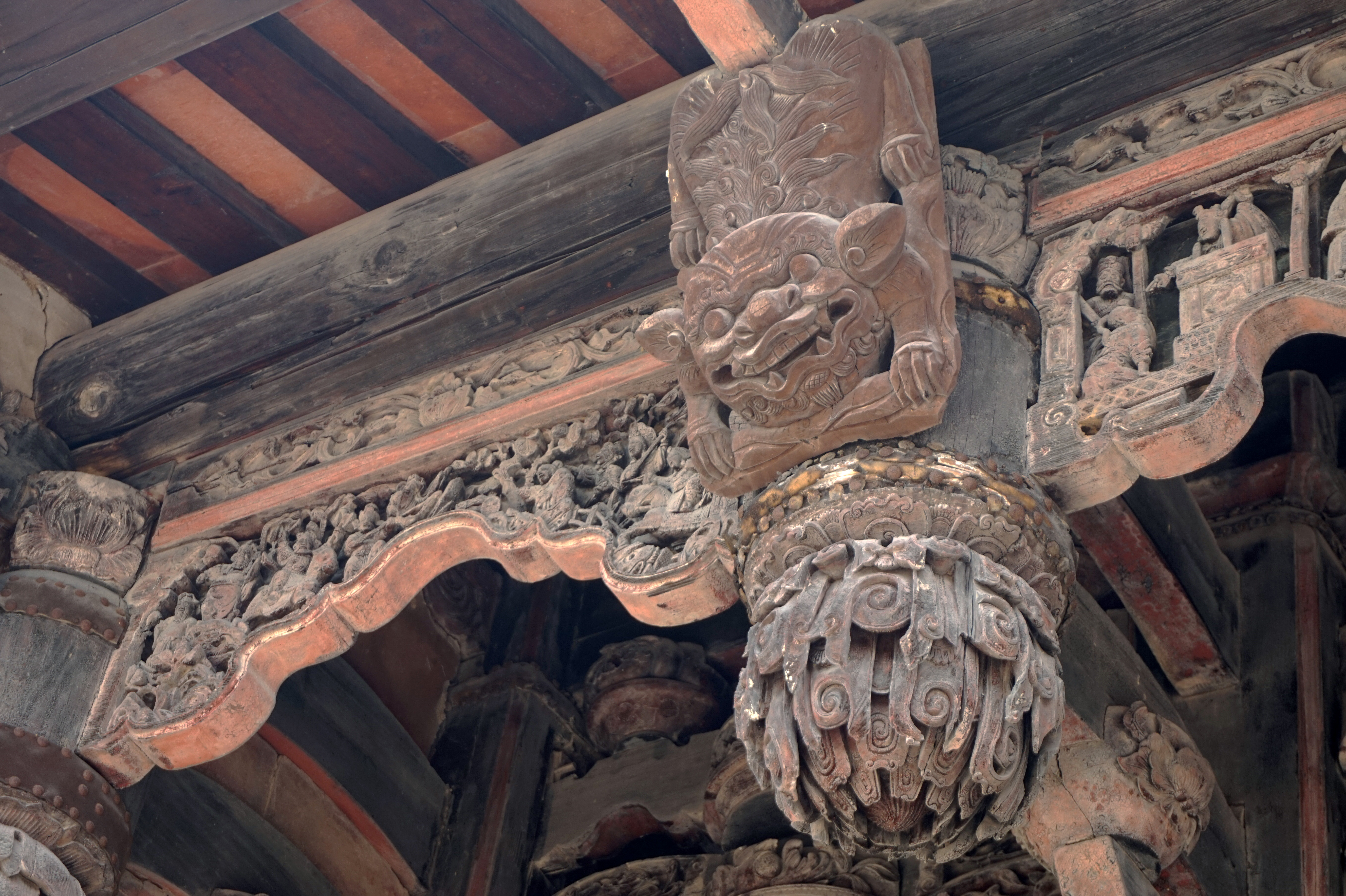
Elementi lignei decorati nella Vecchia residenza della famiglia Cai a Nan'an.

Il legno era il materiale di costruzione più amato dai cinesi e pertanto le abitazioni tradizionali del Celeste Impero furono costruite prevalentemente con esso, soprattutto dopo il primo periodo dinastico. Le abitazioni in pietra e quelle realizzate in terra restarono relativamente rare anche quando tali materiali erano comuni e reperibili nell'area di costruzione. Con il passare dei secoli, il legname divenne sempre meno comune nella Pianura della Cina del Nord, mentre mattoni e pietra divennero materiali da costruzione comuni per muri ed edifici pubblici. Nonostante ciò, la popolarità del legno rimase molto alta e la ricchezza delle essenze all'interno del complesso distintivo del potere economico e dello status sociale di una famiglia.
La casa (l'edificio in generale) Han standard era costituito da: (i) un solido basamento privo di cantine, spesso a terrapieno, eventualmente rivestito di mattoni/conci e/o pietra (o argilla triturata, pietrisco o pietrame); (ii) un telaio ligneo a pilastri angolari, solo successivamente "riempito" con dei muri; e (iii) un tetto sorretto dal telaio. Le colonne del telaio potevano essere rinforzate da basi in metallo e da una laccatura d'olio, canapa e polvere di laterizio. I tetti poggiavano su ampi cornicioni e su di una trabeazione a piramide.
Questa predilezione per le costruzioni in legno si tradusse in un tasso di sopravvivenza relativamente basso degli edifici. Ci rimangono oggi infatti pochissime case del periodo pre-Ming. Rarissime le case della gente comune, realizzate con materiali di bassa qualità oltre che deteriorabili. Pertanto si sa molto di più sulle dimore storiche delle alte classi sociali.

## Tipologie

### Siheyuan
La Siheyuan (zh. 四合院S, ìhéyuànP) è la casa cinese tradizionale per antonomasia, variante estremo orientale della casa a cortile diffusa, nell'Antichità, nel Mediterraneo ed in Medioriente. Sviluppata in epoca pre-imperiale, se ne trovano esempi in tutta la Cina, soprattutto a Pechino e nelle zone rurali dello Shanxi.
I quattro lati di un siheyuan sono normalmente posizionati lungo gli assi nord-sud ed est-ovest. L'edificio posizionato a nord e rivolto a sud è considerato la 正房S, Zhèng-fángP, lett. "Casa principale", ove si colloca il Tempio ancestrale. Gli edifici adiacenti, rivolti a est e ovest, sono chiamati 廂房S, Xiāng-fángP, lett. "Case laterali". Gli edifici settentrionali, orientali e occidentali sono collegati da percorsi splendidamente decorati i 抄手游廊S, Chāo-shău-yóu-lángP che fungono da riparo dal sole durante il giorno e forniscono un luogo fresco per apprezzare la vista del cortile di notte. L'edificio che guarda a nord è la 倒座房S, Dào-zuò-fángP, lett. "Casa di fronte". Dietro l'edificio settentrionale, si trova spesso un edificio posteriore separato, il 后罩房S, Hòu-zhào-fángP, l'unico posto in cui è consentita la costruzione di edifici a due piani nel siheyuan tradizionale.
Il cancello d'ingresso, solitamente dipinto di vermiglio e con battenti in rame, si trova solitamente all'angolo sud-orientale del perimetro. Normalmente c'è un antemurale, chiamato schermo degli spiriti (zh. 影壁S, Yǐng bìP, lett. "Muro ombra") all'interno del cancello (a volte all'esterno) per garantire maggior privacy, necessario, secondo la religione tradizionale cinese, per proteggere la casa dai 鬼S, GuǐP, lett. "Spiriti maligni". La coppia dei leoni guardiani cinesi è spesso posta fuori dal cancello. Alcuni grandi complessi siheyuan avevano due o più livelli di cortili con giardini annessi o collegati, a maggior riprova della ricchezza e dello status sociale dei residenti.

### Sanheyuan
La Sanheyuan (zh. 三合院S, SānhéyuànP) è la seconda casa tradizionale cinese standard, parimenti diffusa in tutta la Cina e addirittura endemica di Taiwan. Differisce dal siheyuan perché sviluppa solo su tre lati del cortile, formando una "U" rovesciata, simile al carattere cinese 凹S, āoP. Le due ali che compongono i bracci della U possono essere lunghe o corte, a seconda delle necessità, e offrono spazio per cucine, servizi igienici, magazzini e ulteriori camere da letto. A Taiwan, le ali del sanheyuan sono chiamate 護龍S, HùlóngP, lett. "Draghi protettori". Ulteriori hulong venivano tipicamente aggiunti in coppia, posizionati parallelamente al primo e poi duplicati man mano che la famiglia cresceva, sempre rispettando gl'imprescindibili parametri di simmetria e geomanzia fondanti dell'architettura cinese. Si procedeva allungando prima l'ala di sinistra e poi quella di destra. La coppia interna di hulong era tradizionalmente chiamata 內護S, NèihùP, lett. "Protettori interni", la seconda coppia 外護S, WàihùP, lett. "Protettori esterni", e così via.

### Varianti regionali
A causa delle differenze culturali e climatiche, la forma e lo stile standard delle case variano da regione a regione nel vasto Impero Celeste. Le case nel sud della Cina avevano spesso il tetto inclinato a causa della maggiore frequenza delle piogge, mentre il clima arido della Cina del Nord rendeva i tetti piani più pratici. I cortili venivano enfatizzati per massimizzare la luce solare nel nord, mentre generalmente non erano così importanti nel sud, molto soleggiato. Inoltre, nelle pianure settentrionali venivano raramente costruite case con più di un piano, piuttosto comuni invece nelle regioni montuose del sud come lo Yunnan, dove lo spazio edificabile era più esiguo.
Notevoli eccezioni all'uso onnipresente del legno includono:
- le Yaodong,  (zh. 窑洞S, yáodòngP) le "casa delle caverne" scavate nell'altopiano del Loess tradizionali delle province di Shanxi e Shaanxi; possono essere scavate nelle scogliere (i.e. yaodong di scogliera o 靠崖窑S, Kào yá yáoP) o attorno ad uno scavo che conduce in superficie e che funge da cortile interno (i.e. yaodong sotterranee o 地坑窑S, Dì kēng yáoP);[23]
- l'architettura Lingnan dei Nanuye, nella Cina meridionale, generalmente realizzata in mattoni di distintivo colore verde;[10] e
- i Tulou (zh. 土樓T, 土楼S, TǔlóuP; hakka: Thú-lèu), le case di terra collettive tradizionali dei villaggi murati degli Hakka, di pianta solitamente circolare sviluppata intorno ad un cortile, nel Fujian e nel Guangdong.[24]

Passa il mouse sopra le immagini per visualizzare le didascalie
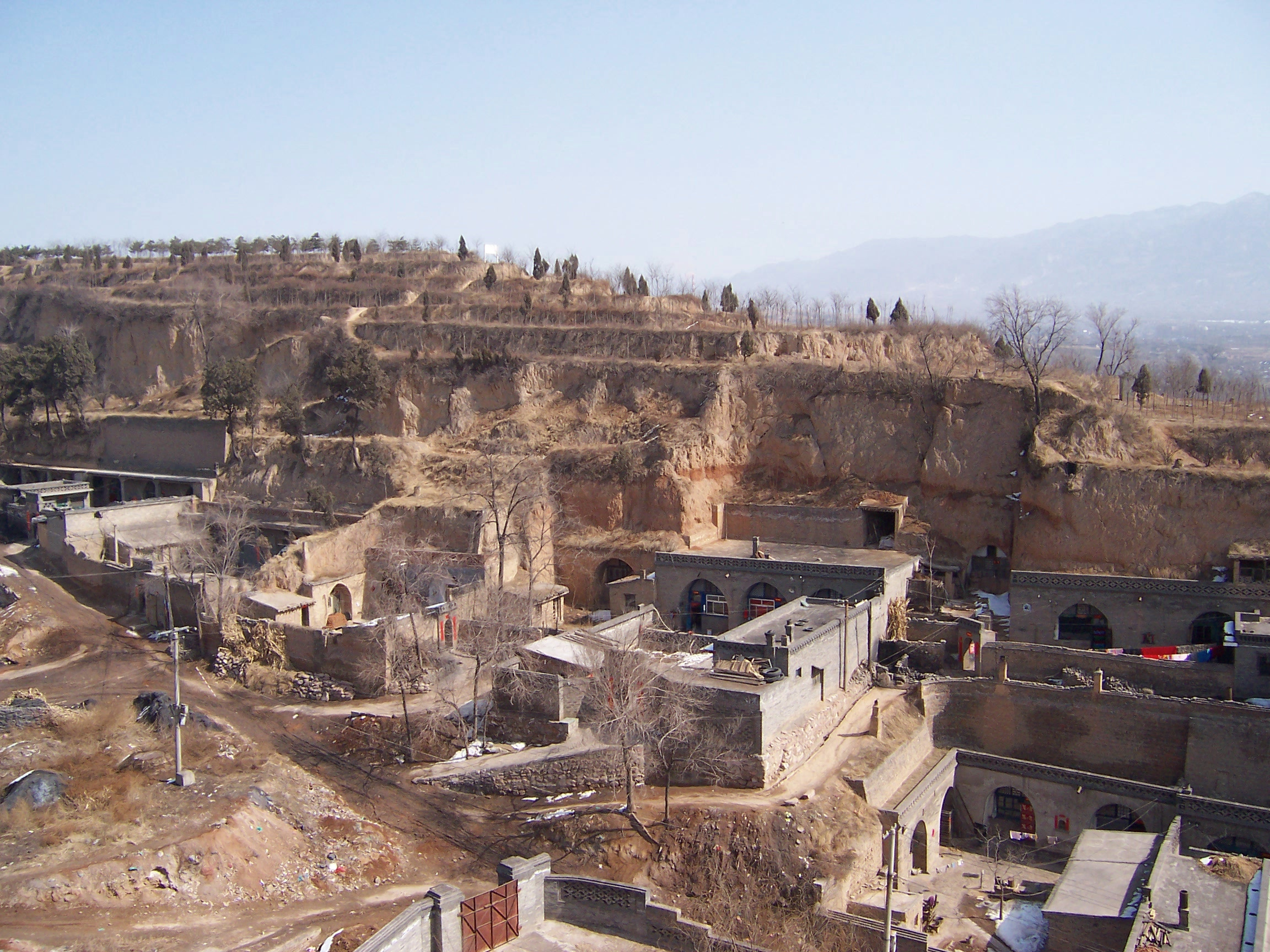
Tradizionali case delle caverne nello Shanxi.
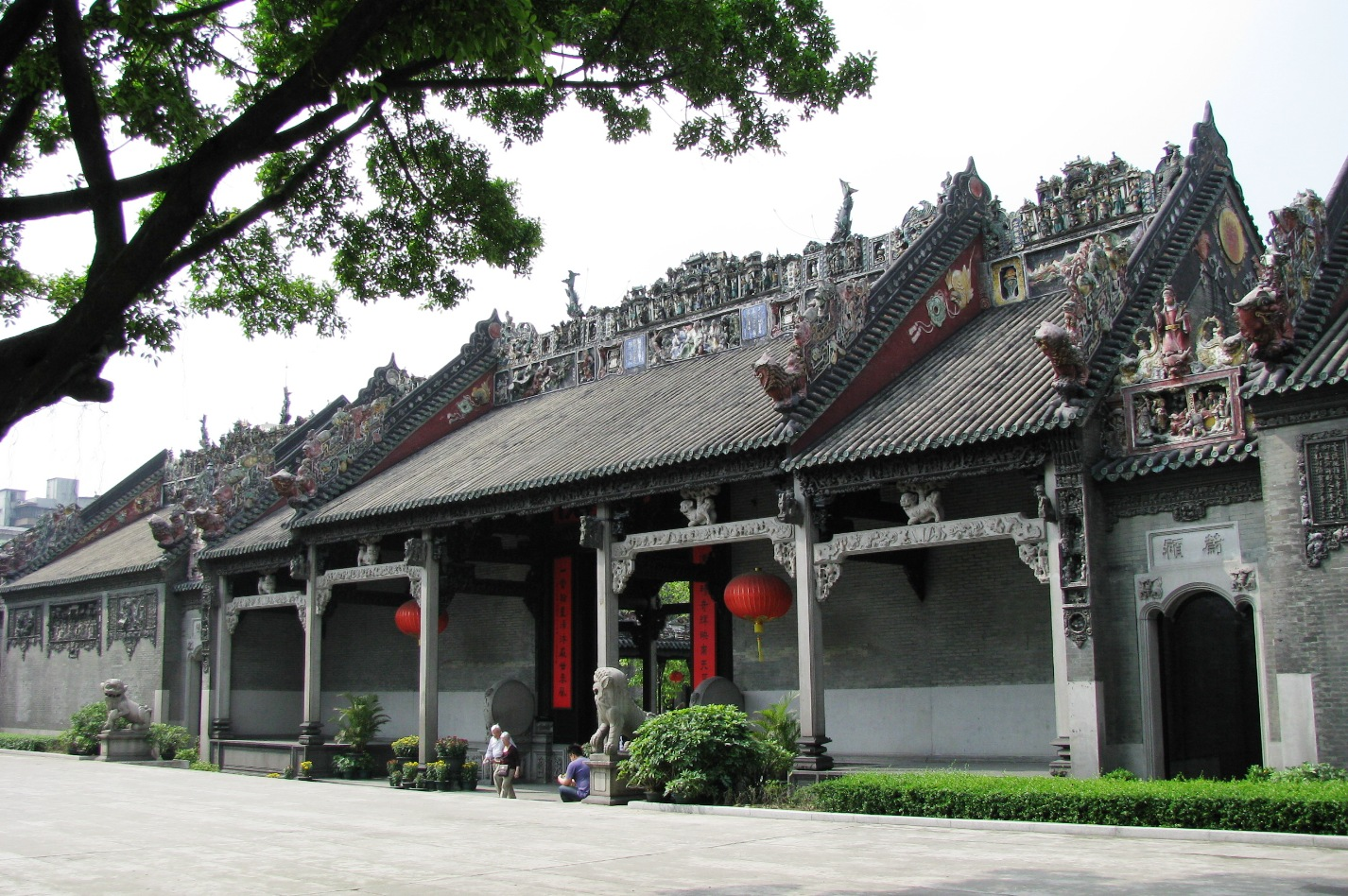
L'Accademia del clan Chen a Guangzhou, esempio classico di architettura Lingnan.
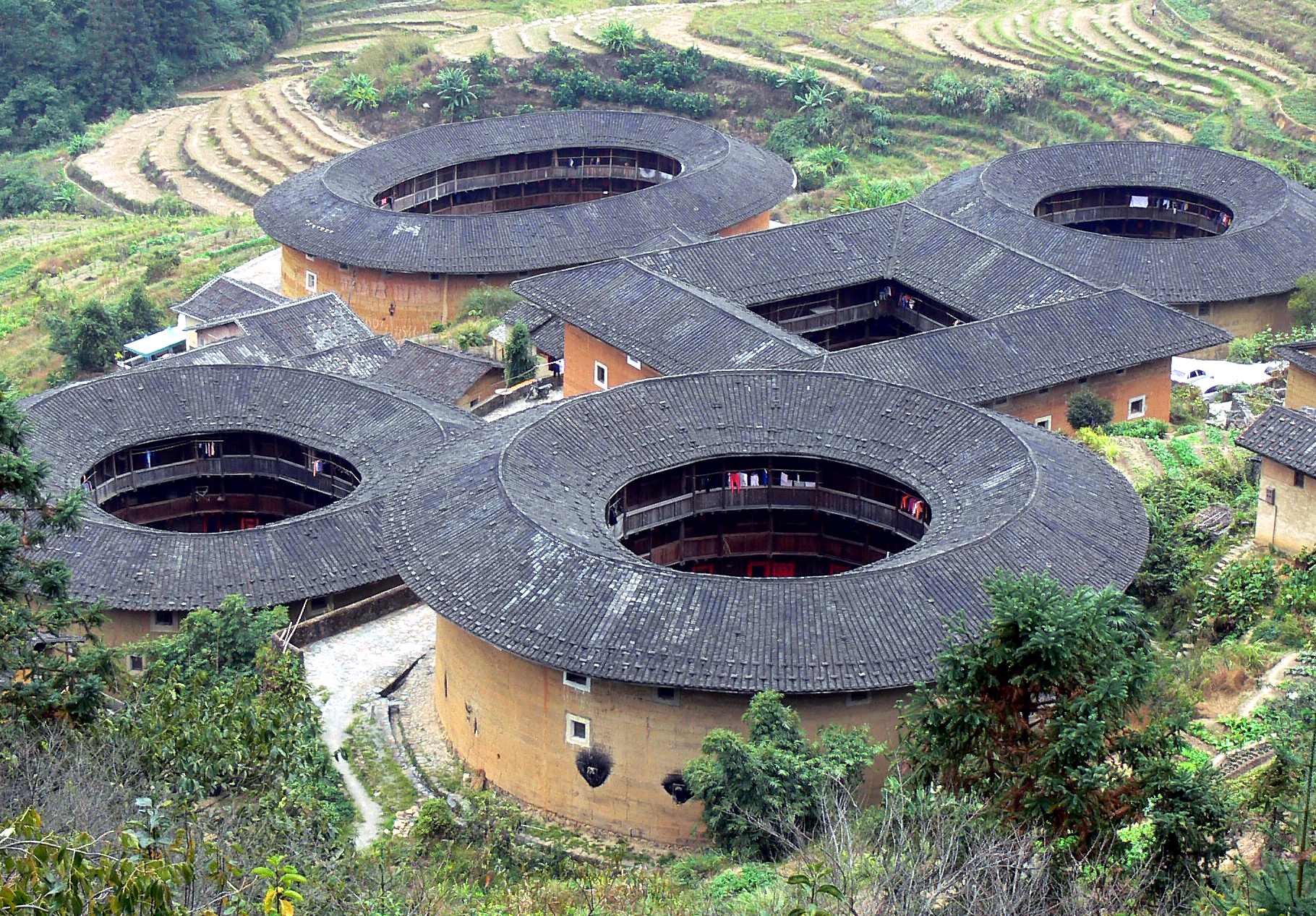
Tulou a Tianluokeng, nel Fujian sudoccidentale.

### Esplicative
1. ↑  Il culto degli antenati (zh. 拜祖 bàizǔ, o 敬祖 jìngzǔ) è fortemente radicato ancor oggi nella religione tradizionale cinese - Es. v.si (EN) Qimin He, Religious Traditions in Local Communities of China, in Pastoral Psychology, vol. 61, n. 5, 2012,  pp. 823-839, DOI:10.1007/s11089-012-0438-z, ISSN 0031-2789 (WC · ACNP). (EN) Randall Nadeau, Divinity, in Randall L. Nadeau (a cura di), The Wiley-Blackwell Companion to Chinese Religions, 2010, ISBN 978-1444361971. Ecc.

### Bibliografiche
1. 1 2 3 4 5 6 7 8  (EN) Matthew Kohrman, Technology and Gender: Fabrics of Power in Late Imperial China, in American Anthropologist, vol. 100, n. 1, March 1998,  pp. 60, 71, 73, 76-78, 88-89, DOI:10.1525/aa.1998.100.1.236.1, ISSN 0002-7294 (WC · ACNP).
2. ↑  (EN) Joseph Needham, Science and Civilisation in China, Cambridge University Press, 1971.
3. 1 2  (EN) Aihe Wang, Cosmology and Political Culture in Early China, Cambridge University Press, 2000,  pp. 54-55, ISBN 978-0-521-02749-6.
4. 1 2  (EN) Xiaochun Sun, Crossing the Boundaries between Heaven and Man: Astronomy in Ancient China, in H. Selin (a cura di), Astronomy Across Cultures: The History of Non-Western Astronomy, Kluwer Academic, 2000,  pp. 423-454.
5. 1 2  (EN) Wang Qijun, Vernacular dwellings, Springer, 2000,  p. 122, ISBN 3-211-83030-8.
6. ↑  (EN) The Qin Dynasty and the Han Dynasty, in Social History of China, SCPG Publishing Corporation, gennaio 2015,  pp. 84-105, DOI:10.1142/9781938368257_0009, ISBN 9781938368158.
7. ↑  (FR) Dunzhen Liu, La Maison Chinoise, Berger–Levrault, 1980.
8. ↑  Nuttgens 2001, p. 66.
9. ↑  Nuttgens 2001, p. 63.
10. 1 2 3  (EN) Matthew Davis, The Bel Family and their Renaissance Tall-houses, in Architectural Heritage, vol. 16, n. 1, November 2005,  pp. 1-13, DOI:10.3366/arch.2005.16.1.1, ISSN 1350-7524 (WC · ACNP).
11. 1 2  (EN) Yih-yuan Li, Chinese Geomancy and Ancestor Worship: A Further Discussion, in Ancestors, De Gruyter Mounton, 1979,  pp. 329-338, DOI:10.1515/9783110805314.329, ISBN 9783110805314.
12. ↑  (EN) Ronald Knapp, Chinese Houses: The Architectural Heritage of a Nation, Tuttle Publishing, 2006.
13. 1 2  Nuttgens 2001, p. 68.
14. 1 2 3  (EN) Courtyard (Siheyuan), in China Daily, 14 gennaio 2004.
15. ↑  (FR) Michel Baridon, Les Jardins- Paysagistes, Jardiniers, Poetes, Parigi, Robert Lafont, 1998,  p. 352, ISBN 2-221-06707-X.
16. ↑  (FR) Che Bing Chiu, Jardins de Chine, ou la quête du paradis, Editions de la Martinière, 2010, ISBN 2732440388.
17. ↑  Nuttgens 2001, p. 69.
18. ↑  Nuttgens 2001, p. 58.
19. ↑  Nuttgens 2001, p. 60.
20. ↑  Nuttgens 2001, p. 61.
21. 1 2  (EN) Ronald Knapp, China's Old Dwellings, University of Hawaii Press, 2000,  pp. 41-45, ISBN 0824822145.
22. ↑  Questo perché la parte sinistra della casa, la parte del drago, legata al figlio maggiore, non poteva essere in alcun caso più piccola della parte destra, la parte della tigre, legata dal figlio minore - v.si (EN) Sung-Hsing Wang, Taiwanese architecture and the supernatural. In Religion and Ritual in Chinese Society, Stanford University Press, 1974. (EN) Marco Lazzarotti, How the Universal Becomes Domestic: An Anthropological Case Study of the Shuiwei Village, Taiwan, in Thomas Knieps-Port Le Roi e Gerard Mannion-Peter De Mey (a cura di), The Household of God and Local Households: Revisiting the Domestic Church, Bibliotheca Ephemeridum Theologicarum Lovaniensium (BETL), n. 254, Louvein, Peeters Publishers, 2013,  pp. 301-314. Ecc.
23. ↑  (EN) Kawasaki Yūzō e Ronald G. Knapp, Chinese Landscapes: The Village as Place, in Asian Folklore Studies, vol. 54, n. 1, 1995,  pp. 151-160, DOI:10.2307/1178237, ISSN 0385-2342 (WC · ACNP).
24. ↑  (EN) Shao-Sen Wang, Su-Yu Li e Shi-Jie Liao, The Genes of Tulou: A Study on the Preservation and Sustainable Development of Tulou, in Sustainability, vol. 4, n. 12, 18 dicembre 2012,  pp. 3377-3386, DOI:10.3390/su4123377.

### Fonti
- (ZH) Li Jie, 營造法式T, 营造法式S, Yíng Zào Fǎ ShìP, lett. "Trattato di metodi architettonici o Standard costruttori statali", 1103.

### Studi
In italiano
- Luigi Gazzola, La casa della Fenice. La città e la casa nella cultura architettonica cinese, Roma, Diagonale Edizioni, 1999, ISBN 88-8263-021-8.
- Kam Chuen Lam e L. Pugliese, Il manuale del feng shui. L'antica arte geomantica cinese che vi insegna a disporre la casa e l'arredamento in armonia con le leggi del cosmo, 4ª ed., Milano, Corbaccio, 1997, ISBN 88-7972-215-8.
- Patrick Nuttgens, Puzzle e modelli. La Cina e il Giappone, in Storia dell'architettura, Bruno Mondadori, 2001  [1997],  pp. 56-75, ISBN 88-424-9770-3.
- Alessandra Piantoni e Laura Tavazzi, La casa cinese, Novara, De Agostini, 1997, ISBN 88-415-4930-0.

In altre lingue
- (EN) Ronald Knapp, China's Old Dwellings, University of Hawaii Press, 2000, ISBN 0824822145.
- (EN) Nancy Shatzman Steinhardt, Chinese Architecture, Yale University Press, 2016, ISBN 978-0-300-09559-3.
- (EN) Nancy Shatzman Steinhardt, Chinese Imperial Planning, University of Hawaii Press, 1999.
- (EN) Lui Xujie, Chinese Architecture – The Origins of Chinese Architecture, Yale University Press, 2002, ISBN 978-0-300-09559-3.